# 彼尔茨防御
皮尔茨防御（英語：Pirc Defence）是國際象棋開局王兵開局的一種，走法為：1.e4 d6 2.d4 Nf6 3.Nc3 g6
此开局以特级大师瓦斯加·彼爾茨的名字命名。